# Stuart Clark
Stuart Rupert Clark (ur. 28 września 1975 w Sutherland)  – australijski krykiecista, praworęczny rzucający w stylu fast, od 2005 w ścisłej reprezentacji Australii. Znany z bardzo dokładnego i precyzyjnego stylu rzucania podobnego do Glenna McGratha.